# International Cars & Motors
International Cars & Motors Ltd. (kurz ICML) ist ein Hersteller von Kraftfahrzeugen aus Indien.

## Unternehmensgeschichte
Das Unternehmen aus Delhi gehört zum Traktorenhersteller Sonalika und wurde 2003 gegründet. 2006 begann die Produktion von Automobilen. Der Markenname lautet International.

## Fahrzeuge
Als erstes Modell erschien der International Rhino. Dies ist ein SUV mit Frontmotor und Hinterradantrieb. Anfang 2016 nannte das Unternehmen das Modell Extreme in den Ausführungen LD, SD und VD.